# 김정숙군
김정숙군(金正淑郡)은 량강도 서쪽에 위치한 군이다. 본래 함경남도 신파군(新坡郡)이었으나, 1954년 조선민주주의인민공화국의 행정 구역 개편으로 량강도가 신설되면서 량강도에 편입되었다. 1981년에 김일성의 처였던 김정숙의 이름을 따서 김정숙군으로 개칭되었다.
이 지역의 신파닭은 약닭이라 불리며 영양보양제로 유명하다.

## 지리
북쪽은 압록강을 사이에 두고 중화인민공화국의 지린성 창바이 조선족 자치현과 접하며 남쪽은 함경남도이다. 서쪽은 김형직군이며, 동쪽은 삼수군이다.
개마고원의 북부에 놓여있고 북쪽으로 갈수록 고도가 낮아진다. 장진강이 군을 통과하고 북수백산맥과 희색봉산맥이 횡단한다. 최고봉은 해발 2,185m의 희색봉이다. 전체 면적의 92%가 산림이고 주요 강으로는 압록강과 장진강이 있다. 기후는 지역에 따라 다양해 남쪽은 극단적으로 추운 반면에 북쪽의 압록강 유역은 3-3.5°C 정도 더 따뜻하다.

## 역사
조선시대에는 함경도, 일제강점기에는 함경남도의 영역에 속했고 삼수군의 일부였다.
- 1952년 12월 - 삼수군 신파면·자서면·삼서면 일원과 호인면의 일부를 신파군으로서 편성하였다(23리).
- 1954년 10월 - 량강도에 편입되었다.
- 1981년 8월 - 김정숙군으로 개칭하였다.

## 경제
주요 산업은 벌목이다. 농업은 압록강 유역에서 약간의 벼농사가 행해지는 것을 제외하고는 거의 이루어지지 않는다. 약간의 밀, 콩, 감자 또한 생산되고 가축도 사육된다. 몰리브덴, 금, 구리, 은, 납, 아연, 텅스텐이 채굴된다. 수력 발전이 활발히 행해진다. 식품가공업은 김정숙군의 주요 제조업이다.

## 행정 구역
현재 김정숙군에는 1읍 2구 22리가 있다.
- 김정숙읍 (金正淑邑)
- 룡하로동자구 (龍河勞動者區)
- 신흥로동자구 (新興勞動者區)
- 신상리 (新上里)
- 삼포동리 (三浦洞里)
- 풍양리 (豊陽里)
- 상대리 (上臺里)
- 장항리 (獐項里)
- 자서리 (自西里)
- 목서리 (木西里)
- 황철리 (黃鐵里)
- 거룡리 (巨龍里)
- 원동리 (院洞里)
- 하원동리 (下院洞里)
- 차보리 (車堡里)
- 성동리 (城銅里)
- 삼서리 (三西里)
- 송지리 (松芝里)
- 저풍리 (箸豊里)
- 포덕리 (浦德里)
- 도룡덕리 (道龍德里)
- 태양리 (太陽里)
- 석평리 (石坪里)
- 강하리 (江下里)
- 송전리 (松田里)

## 같이 보기
- 김정숙